# Estación Primero de Mayo
Primero de Mayo es la estación de ferrocarril de la localidad homónima en la Provincia de Entre Ríos, República Argentina.

## Servicios
Está ubicada entre las estaciones de Pronunciamiento y Elisa.